# (20084) Buckmaster
(20084) Buckmaster (1994 GU9) – planetoida z grupy pasa głównego asteroid okrążająca Słońce w ciągu 3,49 lat w średniej odległości 2,3 j.a. Odkryta 6 kwietnia 1994 roku.